# فيفيان تشاو
فيفيان تشاو (بالصينية: 周慧敏) هي كاتبة غنائية ومغنية وموسيقية وممثلة صينية وكندية، ولدت في 10 نوفمبر 1967 بهونغ كونغ في الصين.

## وصلات خارجية
- فيفيان تشاو على موقع IMDb (الإنجليزية)
- فيفيان تشاو على موقع ميوزك برينز (الإنجليزية)
- فيفيان تشاو على موقع أول موفي (الإنجليزية)
- فيفيان تشاو على موقع ديسكوغز (الإنجليزية)
- فيفيان تشاو على موقع قاعدة بيانات الفيلم (الإنجليزية)
- فيفيان تشاو على موقع كينوبويسك (الروسية)